# Sven Nystedt (militär)
Sven Oskar Nystedt, född den 21 januari 1863 på Vidökna gård i Näshulta församling, Södermanlands län, död den 9 augusti 1944 i Uppsala, var en svensk militär. Han var son till Anders Nystedt.
Nystedt blev underlöjtnant vid Södermanlands regemente 1884 och löjtnant där 1891. Han befordrades till kapten i armén 1902 och vid regementet 1904. Nystedt var kompanichef vid krigsskolan 1905–1907. Han blev major vid Norrbottens regemente 1909 och överstelöjtnant vid Svea livgarde 1912. Nystedt var överste och chef för Södra skånska infanteriregementet 1915–1923 och övergick därefter till reserven. Han blev riddare av Svärdsorden 1904 och av Vasaorden 1908, kommendör av andra klassen av Svärdsorden 1919 och kommendör av första klassen 1921. Nystedt vilar på Näshulta kyrkogård.